# Myopias kuehni
Myopias kuehni är en myrart som först beskrevs av Auguste-Henri Forel 1902.  Myopias kuehni ingår i släktet Myopias och familjen myror. Inga underarter finns listade i Catalogue of Life.

## Bildgalleri

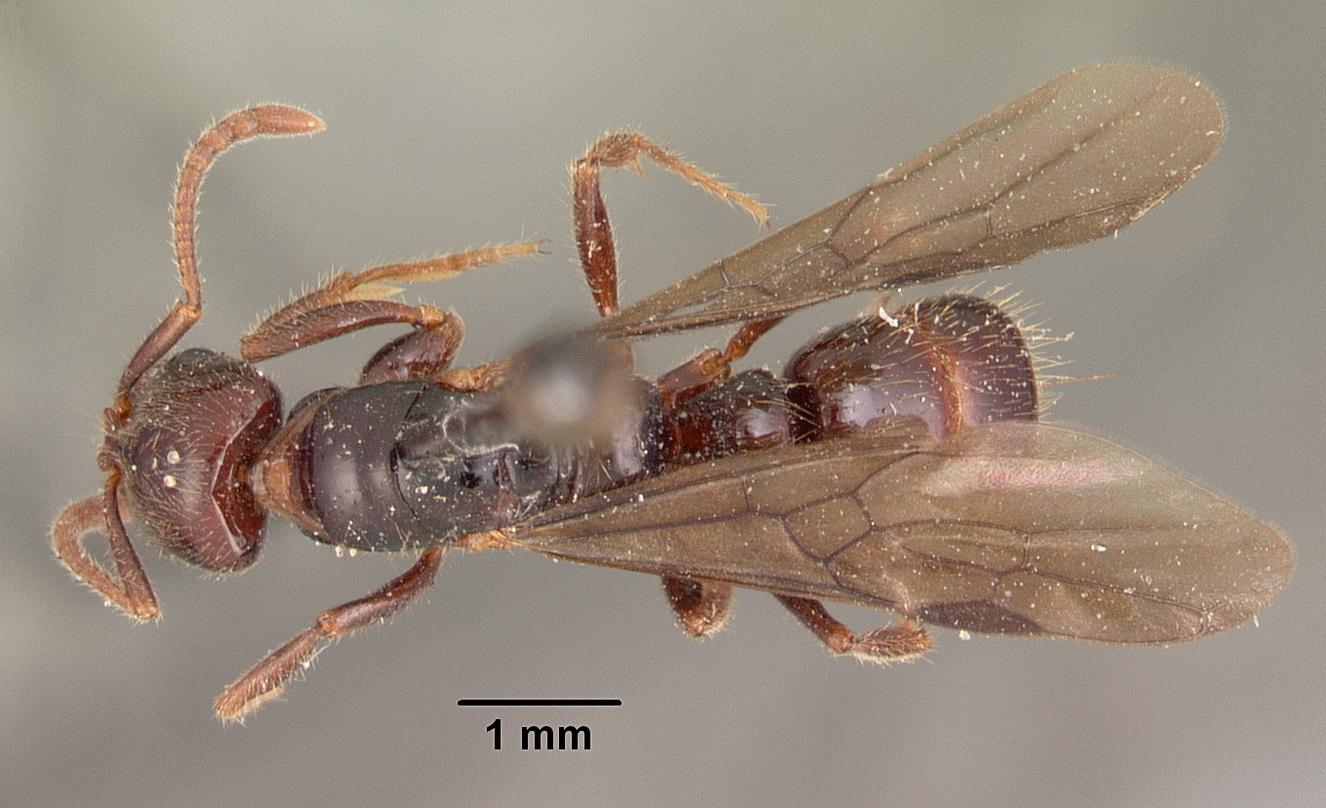
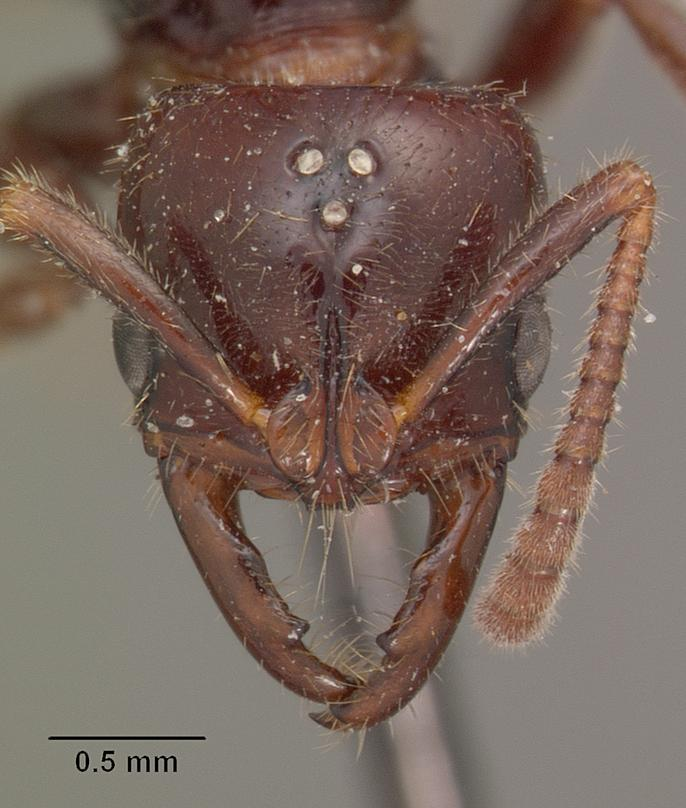
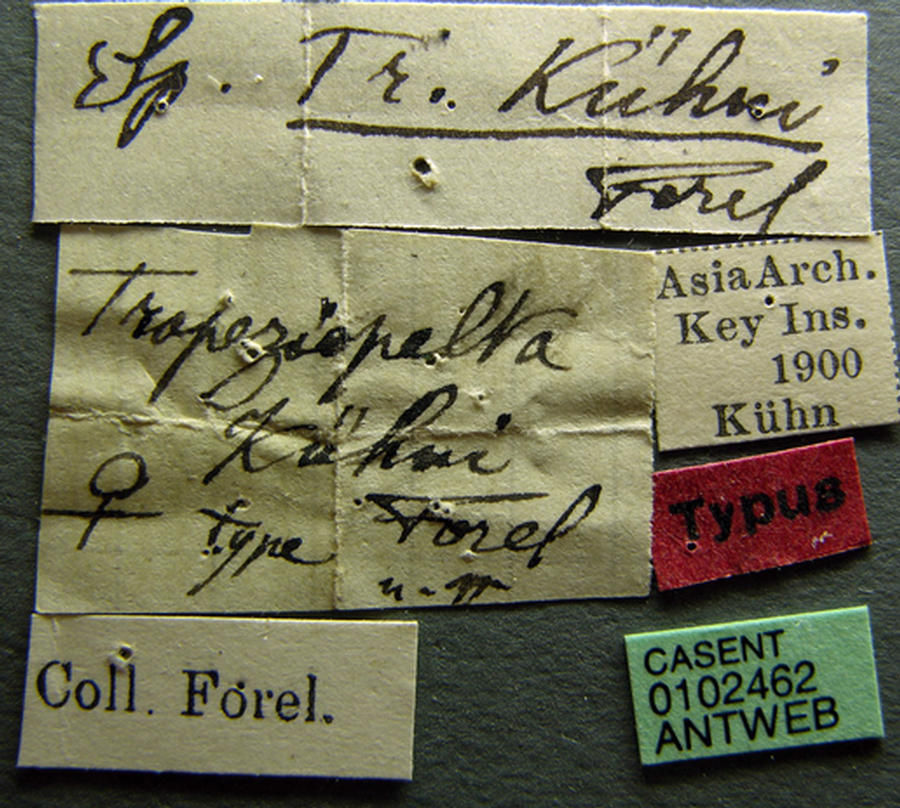
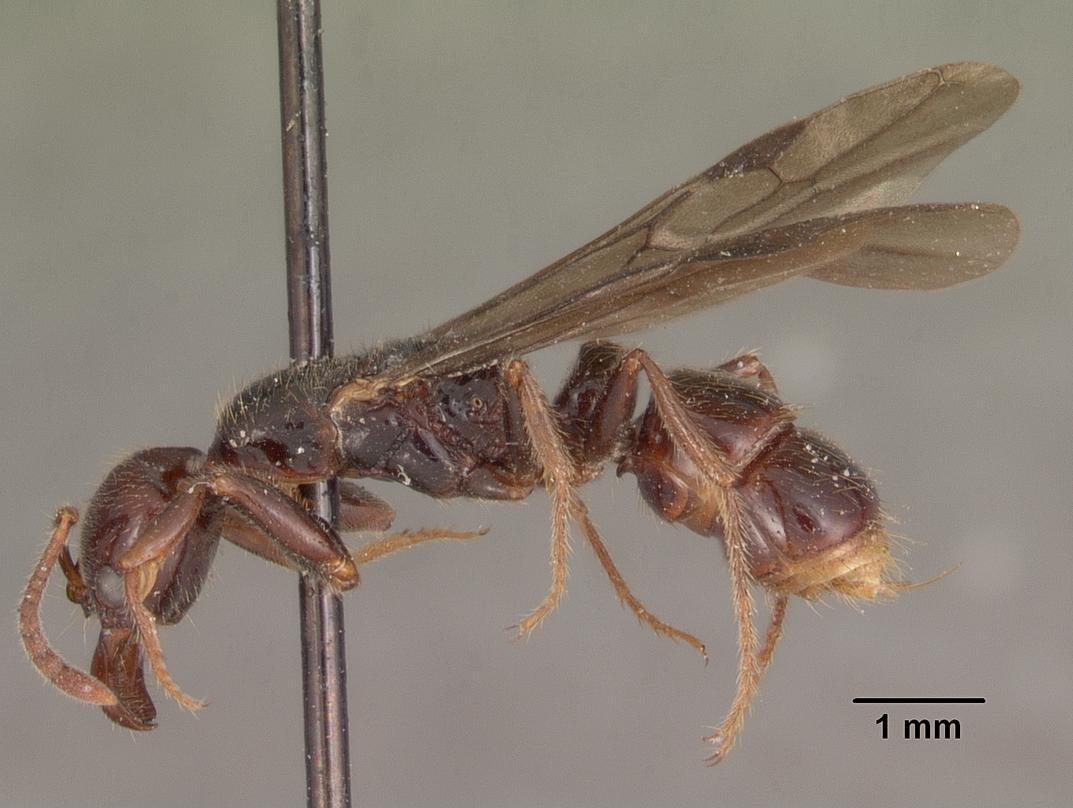